# Gryazev-Shipunov GSh-301
Il Gryazev-Shipunov GSh-301 è un nuovo cannone aeronautico sovietico, sempre del duo Gryazev-Shipunov, destinato alla nuova generazione di aerei da combattimento come il MiG-29. Sebbene vi fossero già armi potenti per tali ruoli, la scelta, con la standardizzazione dei cannoni da 30 mm sulla munizione 30x165, è caduta su di esso. Il nuovo cannone è estremamente preciso, anche se inizialmente tendente ad incepparsi, e nel suo peso tipico di un cannone da 20 mm racchiude una potenza 6 volte maggiore.